# Sondages pour les élections générales espagnoles de novembre 2019
Cette page répertorie les sondages sur les élections générales espagnoles qui ont lieu le 10 novembre 2019.
Tous les sondages de cette page ont été effectués entre les élections du 28 avril 2019 et les suivantes.

## Graphique

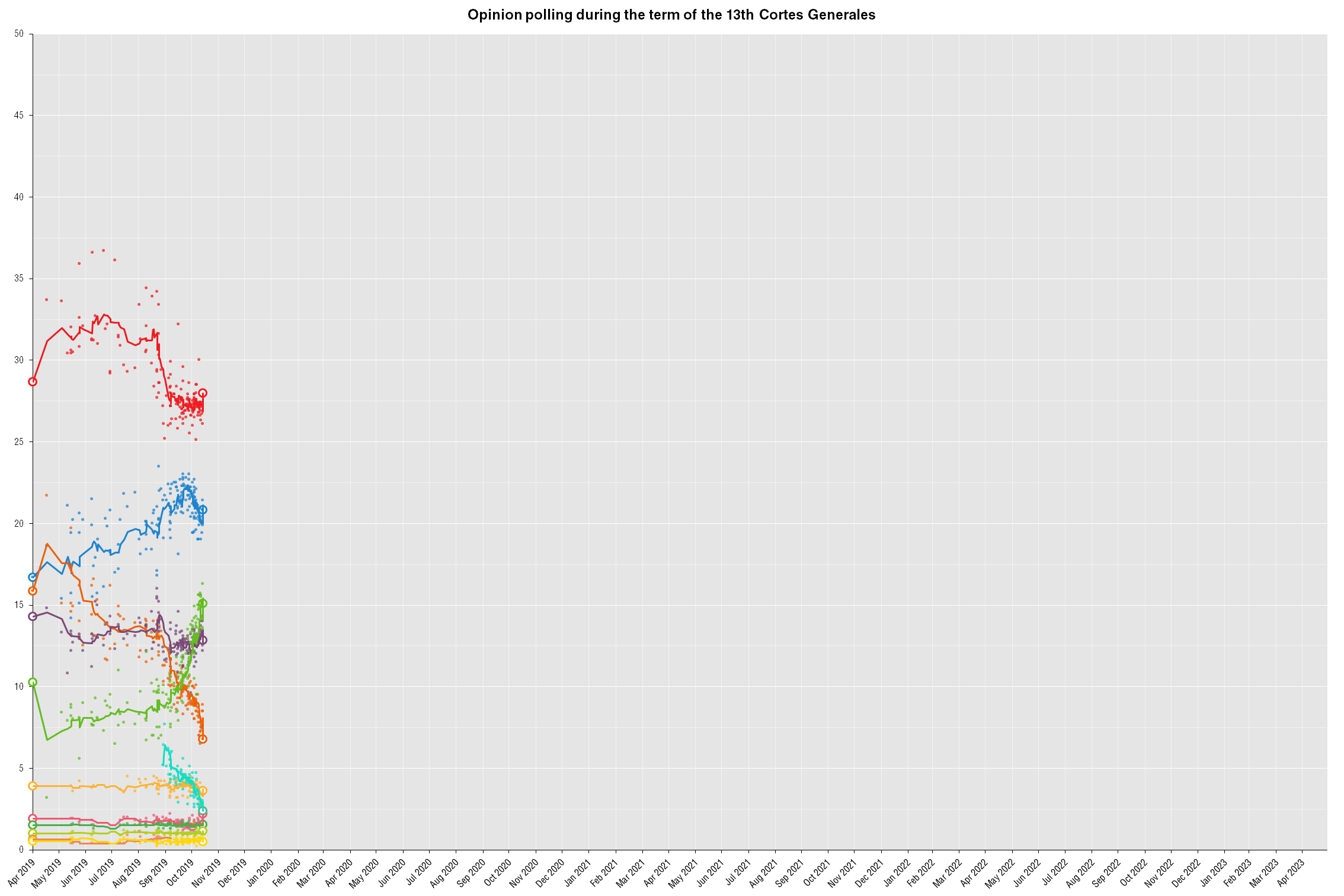
Graphique représentant les résultats des sondages depuis les élections générales d'avril 2019.

- PSOE
- PP
- C's
- Unidas Podemos
- Vox
- ERC
- JuntsxCat
- PNV
- PACMA
- EH Bildu
- Más País

## Sondages d'opinion
| Institut                                                                                | Date              |         |         |         |        | Vox     |        |       |       |       |       |        |
| --------------------------------------------------------------------------------------- | ----------------- | ------- | ------- | ------- | ------ | ------- | ------ | ----- | ----- | ----- | ----- | ------ |
| Institut                                                                                | Date              |         |         |         |        |         |        |       |       |       |       |        |
| Résultats                                                                               | 10 novembre 2019  | 28,0 %  | 20,8 %  | 6,8 %   | 12,9 % | 15,1 %  | 3,6 %  | 2,2 % | 1,6 % | 0,9 % | 1,2 % | 2,4 %  |
| Celeste-Tel                                                                             | 10 novembre 2019  | 27,4 %  | 20,8 %  | 8,5 %   | 12,9 % | 13,5 %  | 3,6 %  | 1,8 % | 1,7 % | –     | –     | 2,8 %  |
| GESOP                                                                                   | 8 novembre 2019   | 26,7 %  | 19,4 %  | 7,9 %   | 14,3 % | 14,9 %  | 2,6 %  | 1,4 % | –     | –     | –     | 2,8 %  |
| GESOP                                                                                   | 8 novembre 2019   | 26,3 %  | 19 %    | 7,5 %   | 14 %   | 15,6 %  | 2,7 %  | 1,4 % | –     | –     | –     | 2,9 %  |
| Demoscopia y Servicios                                                                  | 7 novembre 2019   | 26,6 %  | 20,9 %  | 7,2 %   | 13,2 % | 15,7 %  | 4,1 %  | 1,5 % | 1,5 % | –     | 1 %   | 2,7 %  |
| GESOP                                                                                   | 7 novembre 2019   | 26,9 %  | 20,1 %  | 6,5 %   | 13,4 % | 15,6 %  | 2,7 %  | 1,6 % | –     | –     | –     | 2,5 %  |
| GESOP                                                                                   | 6 novembre 2019   | 26,8 %  | 19,9 %  | 7 %     | 13 %   | 15,6 %  | 3 %    | 1,5 % | –     | –     | –     | 2,6 %  |
| GESOP                                                                                   | 5 novembre 2019   | 26,8 %  | 19 %    | 7,8 %   | 12,6 % | 15,6 %  | 3,3 %  | 1,8 % | –     | –     | –     | 2,8 %  |
| 5 novembre 2019 : interdiction de publication de sondages en Espagne.                   |                   |         |         |         |        |         |        |       |       |       |       |        |
| GESOP                                                                                   | 4 novembre 2019   | 26,6 %  | 19 %    | 8,2 %   | 12,8 % | 15 %    | 3,6 %  | 1,5 % | –     | –     | –     | 2,8 %  |
| GAD3                                                                                    | 3 novembre 2019   | 27,3 %  | 20,1 %  | 8,5 %   | 12,2 % | 16,3 %  | –      | –     | –     | –     | –     | –      |
| Sigma Dos                                                                               | 3 novembre 2019   | 27,9 %  | 20,3 %  | 8,9 %   | 13,5 % | 13,2 %  | 4 %    | 1,2 % | 1,4 % | –     | –     | 4 %    |
| SW Demoscopia                                                                           | 2 novembre 2019   | 28,5 %  | 20,3 %  | 8,8 %   | 12 %   | 13,7 %  | 4 %    | 1,4 % | 1,5 % | –     | –     | 4,7 %  |
| Demoscopia y Servicios                                                                  | 2 novembre 2019   | 27,3 %  | 22,1 %  | 9,2 %   | 12,8 % | 12,7 %  | –      | –     | –     | –     | –     | 3,8 %  |
| Hamalgama Métrica                                                                       | 2 novembre 2019   | 27,2 %  | 22,2 %  | 8,8 %   | 12,7 % | 12,8 %  | 3,9 %  | 1,6 % | 1,5 % | –     | 1 %   | 3,7 %  |
| IMOP                                                                                    | 2 novembre 2019   | 28 %    | 19,6 %  | 10,1 %  | 11,5 % | 13,9 %  | –      | –     | –     | –     | –     | 3,3 %  |
| GAD3                                                                                    | 31 octobre 2019   | 27,4 %  | 21,6 %  | 8 %     | 11,2 % | 14,9 %  | 3,5 %  | 1,4 % | 1,5 % | –     | 0,8 % | 2,8 %  |
| Celeste-Tel                                                                             | 31 octobre 2019   | 27,6 %  | 21,9 %  | 9,2 %   | 12,9 % | 12 %    | 3,9 %  | 1,7 % | 1,6 % | –     | 1 %   | 3,2 %  |
| GESOP                                                                                   | 31 octobre 2019   | 27,7 %  | 19,5 %  | 8 %     | 13,4 % | 14,2 %  | 3,6 %  | 1,5 % | –     | –     | –     | 2,6 %  |
| Sigma Dos                                                                               | 30 octobre 2019   | 27,5 %  | 20,6 %  | 8,9 %   | 13,5 % | 13,4 %  | 4 %    | 1,2 % | 1,4 % | –     | –     | 3,9 %  |
| Hamalgama Métrica                                                                       | 30 octobre 2019   | 27,1 %  | 22,5 %  | 9 %     | 12,6 % | 12,1 %  | 3,9 %  | 1,5 % | 1,5 % | –     | 1 %   | 3,8 %  |
| 40dB                                                                                    | 29 octobre 2019   | 27,3 %  | 21,2 %  | 8,3 %   | 12,4 % | 13,7 %  | –      | –     | –     | –     | –     | 4,4 %  |
| Invymark                                                                                | 28 octobre 2019   | 27,9 %  | 22 %    | 9,9 %   | 11,8 % | 10,5 %  | –      | –     | –     | –     | –     | 3,8 %  |
| SyM Consulting                                                                          | 27 octobre 2019   | 27,07 % | 22,23 % | 10,26 % | 9,57 % | 13,78 % | 3,49 % | –     | –     | –     | –     | 3,33 % |
| Sigma Dos                                                                               | 27 octobre 2019   | 27,1 %  | 20,4 %  | 8,9 %   | 13,2 % | 13,3 %  | 4,5 %  | 1,2 % | 1,4 % | –     | –     | 3,9 %  |
| SocioMétrica                                                                            | 26 octobre 2019   | 25,5 %  | 21 %    | 9,3 %   | 12,2 % | 12,2 %  | 3,6 %  | 1,8 % | 1,3 % | –     | 1 %   | 5,1 %  |
| NC Report                                                                               | 25 octobre 2019   | 27,5 %  | 23 %    | 9 %     | 12,1 % | 11,3 %  | 4 %    | –     | 1,7 % | –     | –     | 4,3 %  |
| Hamalgama Métrica                                                                       | 25 octobre 2019   | 26,9 %  | 22,7 %  | 9,2 %   | 12,7 % | 11,7 %  | 3,9 %  | 1,5 % | 1,5 % | –     | 1 %   | 4,3 %  |
| 24 octobre 2019 : exhumation de la dépouille de Franco du Valle de los Caídos.          |                   |         |         |         |        |         |        |       |       |       |       |        |
| Sigma Dos                                                                               | 24 octobre 2019   | 27 %    | 20,8 %  | 8,6 %   | 13,1 % | 13 %    | 4,4 %  | 1,3 % | 1,4 % | –     | –     | 4 %    |
| Celeste-Tel                                                                             | 24 octobre 2019   | 27,7 %  | 22,2 %  | 10 %    | 12,9 % | 10,5 %  | 4 %    | 1,6 % | 1,6 % | 1,3 % | 1 %   | 4,4 %  |
| GAD3                                                                                    | 24 octobre 2019   | 27,3 %  | 21,7 %  | 8,9 %   | 12,7 % | 13,5 %  | 3,2 %  | 1,6 % | 1,4 % | 1,1 % | 0,9 % | 2,8 %  |
| Hamalgama Métrica                                                                       | 22 octobre 2019   | 26,5 %  | 22,8 %  | 9,8 %   | 12,9 % | 11,1 %  | 4 %    | –     | –     | –     | –     | 3,4 %  |
| Sigma Dos                                                                               | 21 octobre 2019   | 27,3 %  | 21,4 %  | 8,8 %   | 12,7 % | 12 %    | 4,2 %  | 1,5 % | 1,6 % | –     | –     | 4,5 %  |
| Ipsos                                                                                   | 21 octobre 2019   | 26,7 %  | 21,7 %  | 9,4 %   | 12,3 % | 11,8 %  | 4 %    | 1,8 % | 1,4 % | –     | –     | 4,6 %  |
| SocioMétrica                                                                            | 19 octobre 2019   | 26,1 %  | 21,5 %  | 9,7 %   | 11,8 % | 11,7 %  | 3,3 %  | 1,8 % | 1,4 % | –     | 0,9 % | 5,6 %  |
| Hamalgama Métrica                                                                       | 18 octobre 2019   | 26,4 %  | 22,7 %  | 10 %    | 13,1 % | 10,7 %  | 4 %    | 1,5 % | 1,5 % | –     | 1 %   | 3,9 %  |
| GAD3                                                                                    | 18 octobre 2019   | 28,7 %  | 23 %    | 8,3 %   | 11,2 % | 11,9 %  | –      | –     | –     | –     | –     | 3,7 %  |
| Sigma Dos                                                                               | 18 octobre 2019   | 27 %    | 21 %    | 12,5 %  | 9,6 %  | 11,5 %  | 4,2 %  | 1,5 % | 1,7 % | –     | –     | 4,6 %  |
| NC Report                                                                               | 18 octobre 2019   | 27,2 %  | 22,8 %  | 9,8 %   | 12,7 % | 10,6 %  | 4,1 %  | –     | 1,7 % | –     | –     | 4,1 %  |
| Celeste-Tel                                                                             | 17 octobre 2019   | 27 %    | 22,3 %  | 11,1 %  | 13,4 % | 9,1 %   | 4,2 %  | 1,5 % | 1,6 % | –     | 1 %   | 4,6 %  |
| Sigma Dos                                                                               | 16 octobre 2019   | 27,1 %  | 21,2 %  | 9,3 %   | 12,8 % | 11,3 %  | 4,2 %  | 1,4 % | 1,7 % | –     | –     | 4,2 %  |
| 14 octobre 2019 : condamnation des organisateurs du référendum indépendantiste catalan. |                   |         |         |         |        |         |        |       |       |       |       |        |
| Invymark                                                                                | 14 octobre 2019   | 29,6 %  | 20,6 %  | 11,2 %  | 11,3 % | 9,0 %   | –      | –     | –     | –     | –     | 4,3 %  |
| Sigma Dos                                                                               | 13 octobre 2019   | 27,5 %  | 20,6 %  | 9,8 %   | 13,2 % | 10,7 %  | 4 %    | 1,5 % | 1,6 % | –     | –     | 4,4 %  |
| SocioMétrica                                                                            | 12 octobre 2019   | 27,4 %  | 20,9 %  | 9,2 %   | 12,3 % | 10,5 %  | 3,2 %  | 1,7 % | 1,4 % | 1,1 % | 1,1 % | 5,1 %  |
| Hamalgama Métrica                                                                       | 10 octobre 2019   | 26,5 %  | 22,7 %  | 10,2 %  | 13,3 % | 10,9 %  | 4,2 %  | –     | –     | –     | –     | 3,2 %  |
| Celeste-Tel                                                                             | 4 octobre 2019    | 27,3 %  | 22,2 %  | 11,4 %  | 13,7 % | 8,4 %   | 4,2 %  | 1,5 % | 1,6 % | 0,8 % | 1 %   | 4,9 %  |
| GAD3                                                                                    | 11 octobre 2019   | 28,4 %  | 22,2 %  | 8,6 %   | 11,9 % | 11,8 %  | 3,8 %  | 1,6 % | 1,5 % | –     | 0,9 % | 3,9 %  |
| Hamalgama Métrica                                                                       | 10 octobre 2019   | 26,4 %  | 22,5 %  | 10,6 %  | 13,4 % | 9,8 %   | 4,2 %  | 1,6 % | 1,5 % | –     | 1 %   | 4,1 %  |
| Sigma Dos                                                                               | 8 octobre 2019    | 27,9 %  | 21,3 %  | 10 %    | 12,6 % | 10,2 %  | 3,6 %  | 1,7 % | 1,6 % | –     | –     | 4,3 %  |
| Simple Lógica                                                                           | 7 octobre 2019    | 29,1 %  | 19,1 %  | 10 %    | 12,5 % | 12,2 %  | –      | –     | –     | –     | –     | 5,2 %  |
| GAD3                                                                                    | 6 octobre 2019    | 27,2 %  | 20,9 %  | 11 %    | 12,4 % | 10,6 %  | –      | –     | –     | –     | –     | 4,3 %  |
| Celeste-Tel                                                                             | 4 octobre 2019    | 27,2 %  | 21,8 %  | 12,2 %  | 13,9 % | 7,5 %   | 4,2 %  | 1,6 % | 1,6 % | 0,9 % | 1 %   | 5,1 %  |
| Hamalgama Métrica                                                                       | 4 octobre 2019    | 26,1 %  | 22,1 %  | 11,7 %  | 13,5 % | 8,5 %   | 4,3 %  | 1,7 % | 1,6 % | –     | –     | 4,6 %  |
| SocioMétrica                                                                            | 4 octobre 2019    | 27,2 %  | 20,7 %  | 10,6 %  | 11,7 % | 10,9 %  | 3,5 %  | 1,8 % | 1,3 % | –     | 1,1 % | 5,5 %  |
| IMOP                                                                                    | 3 octobre 2019    | 28,3 %  | 20,1 %  | 10,7 %  | 12 %   | 10,8 %  | 3,3 %  | 2,2 % | 1,6 % | –     | –     | 4,1 %  |
| GESOP                                                                                   | 3 octobre 2019    | 28 %    | 19,2 %  | 10,4 %  | 12,2 % | 10,3 %  | 3,2 %  | 1,8 % | –     | –     | –     | 5,5 %  |
| Sigma Dos                                                                               | 2 octobre 2019    | 28,9 %  | 21,2 %  | 10,1 %  | 12,2 % | 9,2 %   | 3,8 %  | 1,7 % | 1,8 % | –     | –     | 4,6 %  |
| Invymark                                                                                | 30 septembre 2019 | 29,9 %  | 20,5 %  | 11,7 %  | 11,2 % | 7,7 %   | –      | –     | –     | –     | –     | 4,6 %  |
| Sondaxe                                                                                 | 26 septembre 2019 | 28,7 %  | 19,1 %  | 10,3 %  | 12,4 % | 10,1 %  | –      | –     | –     | –     | –     | 6,4 %  |
| GAD3                                                                                    | 25 septembre 2019 | 27,2 %  | 21,4 %  | 11,3 %  | 12,4 % | 9,6 %   | 3,9 %  | 2 %   | 1,6 % | –     | 1 %   | 5,2 %  |
| 24 septembre 2019 : convocation des élections du 10 novembre.                           |                   |         |         |         |        |         |        |       |       |       |       |        |
| Celeste-Tel                                                                             | 23 septembre 2019 | 29,4 %  | 22,1 %  | 13,4 %  | 14,1 % | 7 %     | 4,2 %  | 1,7 % | 1,6 % | 1,1 % | 1,2 % | –      |
| NC Report                                                                               | 21 septembre 2019 | 28,6 %  | 22 %    | 13,7 %  | 13,6 % | 7,5 %   | –      | –     | –     | –     | –     | –      |
| 40dB                                                                                    | 20 septembre 2019 | 30,3 %  | 23,5 %  | 13,3 %  | 14 %   | 8,6 %   | –      | –     | –     | –     | –     | –      |
| GAD3                                                                                    | 20 septembre 2019 | 31,6 %  | 20,3 %  | 13,1 %  | 13,4 % | 9,6 %   | 3,4 %  | 1,7 % | 1,3 % | –     | 1 %   | –      |
| SocioMétrica                                                                            | 20 septembre 2019 | 27 %    | 19,7 %  | 12,1 %  | 11,1 % | 10,2 %  | 4,1 %  | 1,8 % | 1,5 % | 1 %   | 1,2 % | 5,8 %  |
| 17 septembre 2019 : renoncement de Felipe VI à proposer un candidat à l'investiture.    |                   |         |         |         |        |         |        |       |       |       |       |        |
| Invymark                                                                                | 16 septembre 2019 | 33,4 %  | 20,2 %  | 12,1 %  | 12,5 % | 6,8 %   | –      | –     | –     | –     | –     | –      |
| Demoscopia y Servicios                                                                  | 14 septembre 2019 | 31,8 %  | 20,6 %  | 14 %    | 12,7 % | 7 %     | –      | –     | –     | –     | –     | –      |
| Simple Lógica                                                                           | 13 septembre 2019 | 30,6 %  | 18,4 %  | 13,6 %  | 13,8 % | 12,1 %  | –      | –     | –     | –     | –     | –      |
| DYM                                                                                     | 12 septembre 2019 | 29,8 %  | 18,4 %  | 13,3 %  | 14,6 % | 10,2 %  | –      | –     | –     | –     | –     | –      |
| Invymark                                                                                | 9 septembre 2019  | 33,9 %  | 20 %    | 11,7 %  | 12,3 % | 7 %     | –      | –     | –     | –     | –     | –      |
| GAD3                                                                                    | 6 septembre 2019  | 32,1 %  | 19,9 %  | 14 %    | 13,3 % | 7,9 %   | 3,8 %  | 1,9 % | 1,4 % | –     | 1 %   | –      |
| Celeste-Tel                                                                             | 5 septembre 2019  | 30,5 %  | 20,1 %  | 14,1 %  | 13,7 % | 8 %     | 4,3 %  | 1,7 % | 1,6 % | –     | –     | –      |
| Invymark                                                                                | 2 septembre 2019  | 34,4 %  | 20,1 %  | 11,5 %  | 12,2 % | 6,7 %   | –      | –     | –     | –     | –     | –      |
| SocioMétrica                                                                            | 30 août 2019      | 29,3 %  | 18,2 %  | 16,2 %  | 14,3 % | 8,7 %   | –      | –     | –     | –     | –     | –      |
| Sigma Dos                                                                               | 29 août 2019      | 33,4 %  | 19 %    | 11,8 %  | 14,2 % | 8,3 %   | 4,3 %  | 1,1 % | 1,5 % | –     | –     | –      |
| NC Report                                                                               | 12 août 2019      | 29,7 %  | 21,8 %  | 14,1 %  | 12,9 % | 7,8 %   | –      | –     | –     | –     | –     | –      |
| Simple Lógica                                                                           | 9 août 2019       | 31,4 %  | 17,2 %  | 14,9 %  | 13,8 % | 11 %    | –      | –     | –     | –     | –     | –      |
| Celeste-Tel                                                                             | 7 août 2019       | 30,5 %  | 20,1 %  | 14,1 %  | 13,7 % | 8 %     | 4,3 %  | 1,7 % | 1,6 % | 1,1 % | 1 %   | –      |
| Invymark                                                                                | 29 juillet 2019   | 36,1 %  | 17 %    | 12,6 %  | 12,3 % | 6,5 %   | –      | –     | –     | –     | –     | –      |
| SocioMétrica                                                                            | 25 juillet 2019   | 29,3 %  | 18,2 %  | 16,2 %  | 14,3 % | 8,7 %   | –      | –     | –     | –     | –     | –      |
| 25 juillet 2019 : échec de l'investiture de Pedro Sánchez.                              |                   |         |         |         |        |         |        |       |       |       |       |        |
| Invymark                                                                                | 15 juillet 2019   | 36,7 %  | 16,1 %  | 12,9 %  | 12,5 % | 7,3 %   | –      | –     | –     | –     | –     | –      |
| Simple Lógica                                                                           | 12 juillet 2019   | 32,7 %  | 17,9 %  | 13,1 %  | 15,2 % | 9,3 %   | –      | –     | –     | –     | –     | –      |
| Celeste-Tel                                                                             | 5 juillet 2019    | 31,2 %  | 19,9 %  | 14,4 %  | 13,2 % | 8,4 %   | 3,8 %  | 1,8 % | 1,5 % | 1,2 % | 0,9 % | –      |
| Invymark                                                                                | 3 juillet 2019    | 36,6 %  | 15,5 %  | 13,2 %  | 12,9 % | 7,6 %   | –      | –     | –     | –     | –     | –      |
| Sigma Dos                                                                               | 21 juin 2019      | 32,6 %  | 19,4 %  | 13,1 %  | 13,2 % | 8 %     | 4,2 %  | 1,7 % | 1,5 % | –     | –     | –      |
| GAD3                                                                                    | 19 juin 2019      | 30,8 %  | 20,6 %  | 16,2 %  | 13 %   | 5,6 %   | –      | –     | –     | –     | –     | –      |
| NC Report                                                                               | 18 juin 2019      | 30,5 %  | 20,2 %  | 14,9 %  | 12,7 % | 8 %     | –      | –     | –     | –     | –     | –      |
| Invymark                                                                                | 17 juin 2019      | 35,9 %  | 15,1 %  | 14 %    | 12,9 % | 8,1 %   | –      | –     | –     | –     | –     | –      |
| Simple Lógica                                                                           | 14 juin 2019      | 32 %    | 15,7 %  | 19,7 %  | 13,4 % | 8,7 %   | –      | –     | –     | –     | –     | –      |
| Celeste-Tel                                                                             | 11 juin 2019      | 30,6 %  | 19,4 %  | 14,6 %  | 13,2 % | 8,7 %   | 3,9 %  | 1,9 % | 1,5 % | 1,3 % | 1 %   | –      |
| Demoscopia y Servicios                                                                  | 7 juin 2019       | 30,4 %  | 21,1 %  | 17,6 %  | 10,8 % | 7,9 %   | –      | –     | –     | –     | –     | –      |
| Invymark                                                                                | 1er juin 2019     | 33,6 %  | 21,1 %  | 15,1 %  | 13,3 % | 8,4 %   | –      | –     | –     | –     | –     | –      |
| Élections européennes de 2019                                                           | 26 mai 2019       | 32,9 %  | 20,2 %  | 12,2 %  | 10,1 % | 6,2 %   | 5,6 %  | 4,5 % | 1,5 % | 2,8 % | –     | –      |
| Simple Lógica                                                                           | 17 mai 2019       | 33,7 %  | 18,6 %  | 21,7 %  | 14,8 % | 3,2 %   | –      | –     | –     | –     | –     | –      |
| Élections générales d'avril 2019                                                        | 28 avril 2019     | 28,7 %  | 16,7 %  | 15,9 %  | 14,3 % | 10,3 %  | 3,9 %  | 1,9 % | 1,5 % | 1,3 % | 1,0 % | –      |